# Sand, Zala
Sand  este un sat în districtul Nagykanizsa, județul Zala, Ungaria, având o populație de 406 locuitori (2011). 

## Demografie
Componența etnică a satului Sand
     Maghiari (98,76%)
     Croați (1,24%)
Componența confesională a satului Sand
     Romano-catolici (32,27%)
     Luterani (21,43%)
     Fără religie (1,23%)
     Necunoscută (44,09%)
     Reformați (0,99%)
Conform recensământului din 2011, satul Sand avea 406 locuitori. Din punct de vedere etnic, majoritatea locuitorilor (98,76%) erau maghiari, cu o minoritate de croați (1,24%). Nu există o religie majoritară, locuitorii fiind romano-catolici (32,27%), luterani (21,43%) și persoane fără religie (1,23%). Pentru 44,09% din locuitori nu este cunoscută apartenența confesională.